# アニたま
アニたまは、テレビ埼玉（TVS）で毎週木曜日の深夜に放送していたアニメ系情報番組。2007年10月3日に放送が開始され、2012年12月27日まで放送していた。
開始当時に存在した、同局の情報番組「ひるたま」・「ごごたま」及びラジオ関西の「アニたまどっとコム」とは無関係である。

## 概要
過去の作品の放映をメインとし、その作品を含めたアニメの関連情報も併せて放送。主に2000年代以降の作品を放映してきたが、末期は昭和時代のアニメを放映したこともあった。
制作のベストフィールドは前番組で「アニメ天国」の企画を担当していたが、3度目のリニューアルを迎える所で撤退した。なお本番組は「アニメ天国」と異なり埼玉ローカルである。
番組の進行役はたまタン（声 - 橋本まい）で、エンディング前に必ず「さいなら、さいたま、アニた〜ま!」と言った。

## 放送時間
- 2007年10月3日 - 2008年3月26日：水曜 23:30 - 24:00
- 2008年4月3日 - 2012年12月27日：木曜 24:30 - 25:00

## 放映内容
※テレ玉で本放送の実績がある作品には太字で表記する。
| 放映期間               | 作品名                      | 制作年          | 備考                                                                  |
| ---------------------- | --------------------------- | --------------- | --------------------------------------------------------------------- |
| 2007年10月 - 12月      | マジカノ                    | 2006年          |                                                                       |
| 2008年1月              | 侵略ちょ〜美少女ミリ        | 2003年          | 特撮番組                                                              |
| 2008年1月最終週        | シャンプー王子              | 2007年          | 翌週までの繋ぎとして                                                  |
| 2008年2月 - 3月        | ギャグマンガ日和            | 2005年          |                                                                       |
| 2008年2月 - 3月        | 兵庫のおじさん              | 2007年          |                                                                       |
| 2008年4月 - 6月        | CODE-E                      | 2007年          | テレ玉では放送終了後の7月から違う放送時間枠で続編『Mission-E』を放送  |
| 2008年7月 - 9月        | AIR                         | 2005年          | 地上波初放送                                                          |
| 2008年10月 - 2009年2月 | 神霊狩/GHOST HOUND          | 2007年          |                                                                       |
| 2009年3月 - 5月        | 無限の住人                  | 2008年          |                                                                       |
| 2009年6月 - 8月        | 伯爵と妖精                  | 2008年          |                                                                       |
| 2009年8月最終週        | シャンプー王子              | 2007年          | 翌週までの繋ぎとして                                                  |
| 2009年9月 - 2010年3月  | 地獄少女 三鼎               | 2008年 - 2009年 |                                                                       |
| 2010年3月 - 4月        | 砂ぼうず                    | 2004年 - 2005年 | 一部回のみを抜粋して放送                                              |
| 2010年5月              | プリンセス・プリンセス      | 2006年          | 一部回のみを抜粋して放送                                              |
| 2010年6月              | 英国戀物語エマ 第二幕       | 2007年          | 一部回のみを抜粋して放送                                              |
| 2010年7月 - 9月        | けんぷファー                | 2009年          |                                                                       |
| 2010年10月 - 12月      | おおかみかくし              | 2010年          |                                                                       |
| 2011年1月 - 3月        | 純情ロマンチカ（第1期）     | 2008年          |                                                                       |
| 2011年4月 - 6月        | 探偵オペラ ミルキィホームズ | 2010年          |                                                                       |
| 2011年7月 - 9月        | デッドマン・ワンダーランド  | 2011年          |                                                                       |
| 2011年10月 - 12月      | アスタロッテのおもちゃ!     | 2011年          |                                                                       |
| 2012年1月 - 3月        | まよチキ!                   | 2011年          |                                                                       |
| 2012年4月 - 6月        | 山ねずみロッキーチャック    | 1973年          | 『緋色の欠片』が急遽放送中止した事による繋ぎ 一部回のみを抜粋して放送 |
| 2012年7月 - 9月        | 緋色の欠片                  | 2012年          |                                                                       |
| 2012年10月 - 12月      | まいっちんぐマチコ先生      | 1981年          | 一部回のみを抜粋して放送                                              |

- ダックス系列が関わった作品の放映が多かった。
- アニメ作品を放映する場合、EDや次回予告をカットすることで情報コーナーの時間を捻出することがあった。

### 月間ショート劇場
番組の最後に総尺30秒のショートアニメが放送されていた。
当初はたまタンが登場する「たまタン挑戦コーナー」だったが、2010年の「侵略派遣美少女ミリ」を挟んで2011年2月以降は異なる作品が放送されるようになった。
東京アニメーター学院のCMを兼ねており出演者の多くが当時の在学生である。

#### たまタン挑戦コーナー
番組マスコットたまタンがちょっと頼りない助手達と繰り広げるドタバタアニメ。2011年1月まで放送された。
声の出演
- たまタン - 橋本まい
- たまタン3号 - 柏雄一郎
- ナレーション - 對島芳哲

#### 侵略派遣美少女ミリ
「侵略美少女ミリ」のスピンオフ。全3話。2010年4月 - 6月に放送された。
声の出演
- ミリ - 橋本まい
- ワンニャン - 岡本葵
- 帝王 - 並川可奈
- 防衛少女 - 鵜殿麻由
- ヒーローA - 大徳圭
- カラス、ヒーローB - 斎藤和馬
- TVアナ、ヒーローC - 渡島直之

#### アンニュイ
アンニュイなパンダのアンアンとニュイニュイ、飼い主の女の子が繰り広げるナンセンスコメディ。全13話。2011年2月 - 9月に放送された。
- 制作 - オフィス・ガナゴナ
- 協力 - 東京アニメーター学院

声の出演
- アンアン - 竹村智
- ニュイニュイ - 後藤真里菜
- 女の子 - 根岸里美
- プロフェッサー - 斎藤祐樹
- ウサGP - 川久保貴之
- 猫テレビ、ものりす - 高中麻衣
- もんもん、しゃっきりペンギン - 野谷三奈美
- しゃっきりペンギン、サイザンス、火星人 - 福山豊
- ネッシー - 渡辺勲

#### よろず骨董 山樫
高架下の骨董商「山樫」を舞台に繰り広げられる口八丁の迫真閑話。全6話。2011年10月 - 2012年3月に放送された。
- 原案・監督・作画 - 塚原重義
- 脚本 - 福島直浩
- 制作 - 弥栄堂
- 協力 - 東京アニメーター学院

声の出演
- 山樫店主、借金取り（子分） - 狩俣翔一
- 梶本 - 坂本頼光
- 商社マン - 幸本達斗
- 女学生 - 宮原麻衣
- 風鈴屋 - 皆川慎介
- お嬢ちゃん - 高桑まりか
- 借金取り（兄貴） - 小澤侑也

#### 絶対妄想不条理系メテオール
地球に降り立った3人の宇宙人がバンド活動をするナンセンスアニメーション。全15話。2012年4月 - 同年12月に放送された。
- 唄と演奏 - メテオール
- 制作／著作 - オフィス・ガナゴナ
- 声優協力 - 東京アニメーター学院

声の出演
- ヒロック - 田中伸一
- カズウ - 田中進太郎
- ミタマ2 - 赤司誉佳
- 杉田桃子
- 平本ゆき
- 関根匠
- 柏木亜優美
- 堀江秀一
- 松永理沙
- 山田カズミ

## スタッフ
- 企画 - 添田弘幸、新宿五郎
- 構成 - たまタン
- 演出・撮影 - 須藤あきえい
- 進行 - 今西栄介→福田夏紀
- 編集 - インパクト
- 制作協力 - ダックスプロダクション
- 製作 - ベストフィールド